# Procaris mexicana
Procaris mexicana is een tienpotigensoort uit de familie van de Procarididae. De wetenschappelijke naam van de soort is voor het eerst geldig gepubliceerd in 2004 door von Sternberg & Schotte.